# Klaus Hupe

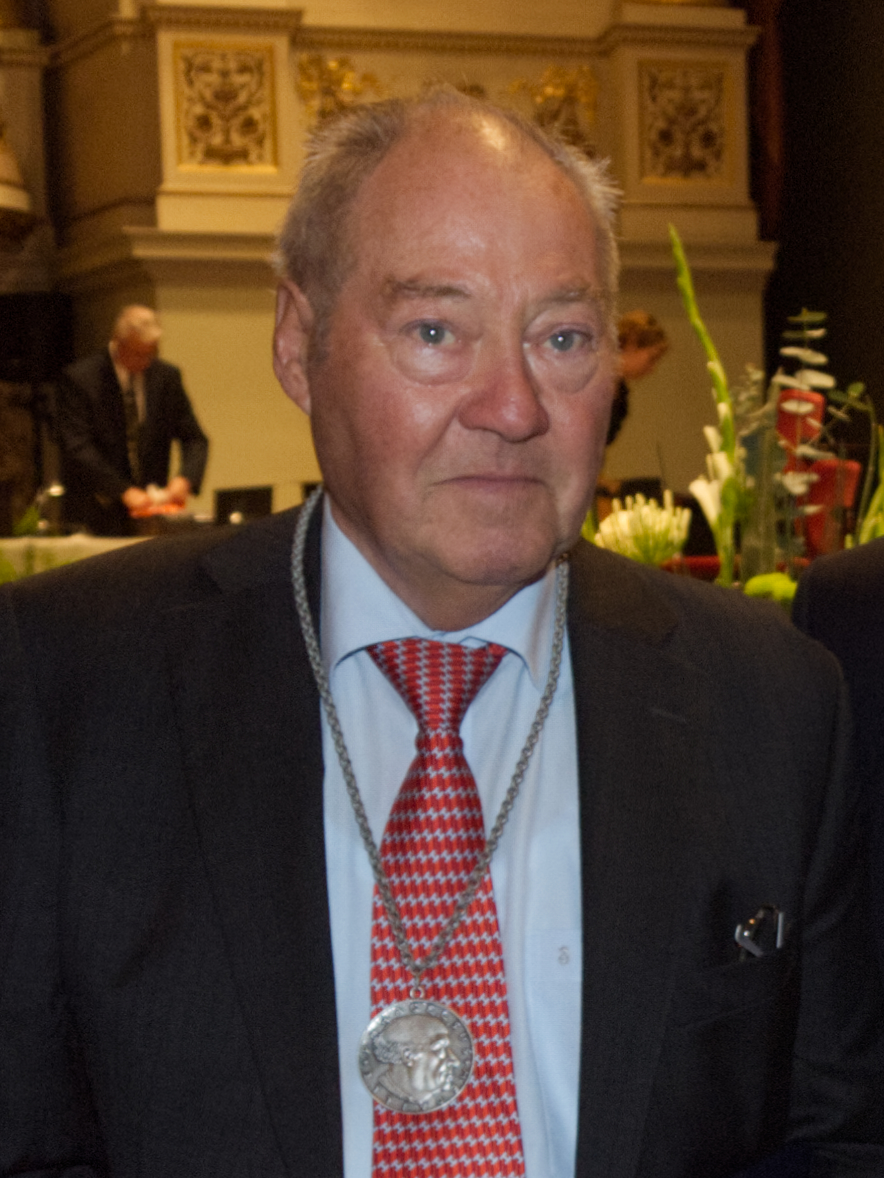
Klaus Hupe 2010

Klaus Hupe (* 12. Oktober 1928 in Hannover; † 24. September 2024) war ein deutscher Chirurg und Standespolitiker.

## Leben
Hupes Eltern sind der kaufmännische Direktor August Hupe und seine Ehefrau Erika. Klaus Hupe wuchs mit drei Geschwistern auf. Im Alter von 14 Jahren wurde er als Flakhelfer eingesetzt. Kurz vor Kriegsende zum Reichsarbeitsdienst eingezogen, geriet er für zwei Monate in britische Gefangenschaft. Ab dem Wintersemester 1948/49 studierte er an der Friedrich-Alexander-Universität Medizin. 1950 wurde er Mitglied des Corps Lusatia Leipzig, das damals in Erlangen ansässig war. Er bestand 1954 das Staatsexamen und wurde zum Dr. med. promoviert. Von 1955 bis 1959 war Hupe an der Rheinischen Friedrich-Wilhelms-Universität Bonn tätig, davon drei Jahre in der Pathologie und ein Jahr in der Inneren Medizin. Danach durchlief er die chirurgische Ausbildung bei Max Schwaiger an der Philipps-Universität Marburg. Seit 1966 Facharzt und Oberarzt, konnte er 1967 unter Schwaigers Nachfolger Horst Hamelmann die Habilitation abschließen. Nach vier Jahren als Privatdozent wurde er 1971 zum apl. Professor ernannt. Die Paracelsus-Klinik in Marl wählte ihn im Dezember 1969 zum Chefarzt der Chirurgischen Abteilung. Von 1985 zur Pensionierung im Jahr 1993 war er Ärztlicher Direktor der Klinik. Klaus Hupe engagierte sich jahrzehntelang in der ärztlichen Selbstverwaltung. Er setzte sich besonders für die Qualitätssicherung in der Chirurgie und für die ärztliche Fortbildung ein. Von 1982 bis 1995 war er Vorsitzender der Akademie für ärztliche Fortbildung der Ärztekammer Westfalen-Lippe und der Kassenärztlichen Vereinigung Westfalen-Lippe.

## Auszeichnungen
- Ernst-von-Bergmann-Plakette der Bundesärztekammer
- Silberner Ehrenbecher und Goldene Ehrennadel der Ärztekammer Westfalen-Lippe[7]
- Verdienstorden der Bundesrepublik Deutschland, Verdienstkreuz am Bande (1989)
- Am 11. Mai 2010 wurde Klaus Hupe auf dem 113. Deutschen Ärztetag in Dresden aufgrund seiner herausragenden Verdienste um das deutsche Gesundheitswesen und die Ärzteschaft die Paracelsus-Medaille der Bundesärztekammer verliehen.[8]

## Veröffentlichungen
- Aktuelle Fragen aus der Allgemein-Chirurgie: Frühkomplikationen nach Laparotomie, Mehrfachverletzungen, obere Gastrointestinalblutung; Bericht über e. Symposium in Gelsenkirchen Aktuelle Fragen aus d. Allgemein-Chirurgie, Frühkomplikationen nach Laparotomie, Mehrfachverletzungen, Obere Gastrointestinal-Blutung. B.-Braun-Dexon-GmbH, 1978
- Gallenblasen- und Gallenwegsdarstellung im Säuglings- und Kleinkindesalter mit einem oral verabreichten Kontrastmittel. 1967
- Flurescenzmikroskopische Untersuchungen von Blutausstrichen und Urinproben nach intravenöser Fettinfusion. In: Langenbacks Archiv für klinische Chirurgie, Band 314, 1966
- Diverse. In: Bruns’ Beiträge zur klinischen Chirurgie, 216, 1968 (Register S. 759)